# Liste der Monuments historiques in Saint-André-lez-Lille
Die Liste der Monuments historiques in Saint-André-lez-Lille führt die Monuments historiques in der französischen Gemeinde Saint-André-lez-Lille auf.

## Liste der Bauwerke
| Bezeichnung        | Beschreibung              | Standort                      | Kennzeichnung | Schutzstatus | Datum | Bild           |
| ------------------ | ------------------------- | ----------------------------- | ------------- | ------------ | ----- | -------------- |
| Pavillon Louis XVI | Erbaut im 18. Jahrhundert | Rue Vauban Rue Molière (Lage) | PA00107798    | Classé       | 1921  | weitere Bilder |